# Morgoth (hudební skupina)
Morgoth je německá death metalová kapela založená roku 1985 nejprve pod názvem Cadaverous Smell, poté Exterminator, aby záhy změnila název na Minas Morgul (dle města z fiktivního světa Středozem z fantasy románu Pán prstenů od britského spisovatele J. R. R. Tolkiena). V roce 1986 se přejmenovala na Morgoth (opět název ze světa Středozemě – tou dobou bylo členům kapely kolem 15–16 let, znali se ze školy a knihy Tolkiena se jim líbily). Na počátku 90. let 20. století byla společně s Atrocity jedinou větší mezinárodně známou německou kapelou v deathmetalovém žánru.
V roce 1988 vyšlo demo Pits of Utumno, následovala EP Resurrection Absurd (1989) a The Eternal Fall (1990). První LP vyšlo o rok později (1991) a dostalo název Cursed. V roce 1993 spatřila světlo světa druhá dlouhohrající deska nazvaná Odium. Obě LP jsou oproti EP pomalejší, zejména u prvního je patrný vliv tehdy se rozvíjejícího doom metalu.
Kapela prodělala změnu stylu, od death metalu se přeorientovala více k industriálnímu stylu. Třetí LP Feel Sorry for the Fanatic z roku 1996 se již nese v tomto duchu. V roce 1998 se skupina rozpadla, ale v roce 2010 se opět zformovala a účinkovala na festivalu Wacken Open Air v roce 2011.

## Diskografie
Dema
- Pits of Utumno (1988)

EP
- Resurrection Absurd (1989)
- The Eternal Fall (1990)

Studiová alba
- Cursed (1991)
- Odium (1993)
- Feel Sorry for the Fanatic (1996)[5]
- Ungod (2015)

Kompilační alba
- The Eternal Fall / Resurrection Absurd (1990) – kompilace dvou raných EP
- 1987–1997: The Best of Morgoth (2005)

Live alba
- Cursed to Live (2012)

Singly
- God Is Evil (2014)
- Burnt Identity (2021)

Promo nahrávky
- Power Music Hard Force (1993) – promo CD Hard Force obsahující celkem 4 skladby od kapel Morgoth, Coroner (Švýcarsko), Skyclad a Cathedral (obě Velká Británie)
- Violence, Terror & Depravity (1993) – promo CD Nuclear Blast obsahující po jedné skladbě od kapel Morgoth, Sentenced (Finsko), Graveyard Rodeo, Cro-Mags a Only Living Witness (všechny tři USA)